# Стакизм
Стакизм (англ. Stuckism) или Анти-анти-искусство — международное ремодернистское движение в искусстве, основанное в 1999 году в Великобритании художниками Билли Чайлдишем и Чарли Томсоном для продвижения фигуративной живописи в противовес концептуальному искусству.
Стакизм стал опровержением развития модернизма двадцатого века, которое, по мнению стакистов, привело к все более раздробленной, изолированной, материально одержимой академии искусств, существующей не за счет добросовестности работы, а за счет «выслуженной» политической и финансовой власти.
Таким образом, стакисты противопоставляют себя Молодым британским художникам, Перфоманс-искусству, Инсталляционному искусству, концептуальному искусству, минимал-арту и цифровому искусству.

## История движения

### Предыстория

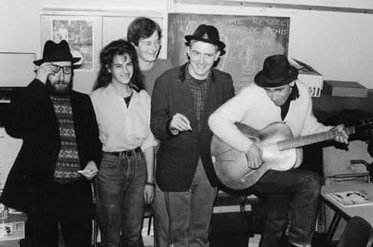
Секстон Мин, Трейси Эмин, Чарльз Томсон, Билли Чайлдиш и Рассел Уилкинс выступают в Рочестерском центре образования для записи The Medway Poets LP, 11 декабря 1987.

Несмотря на то, что впервые о стакистах было упомянуто в сми только в июле 1999 года, сами они считают, что их движение куда более взрослое и имеет два начала, две «версии»: «1979 Version» и «1999 Version».
В 1979 году будущие основатели стакизма Томсон, Чайлдиш, Билл Льюис и Секстон Мин были членами перформанс-группы The Medway Poets, в развитие которой ранее внесли свой вклад также Филип Абсолон и Санчия Льюис. Картины участников объединения выставлялись в Рочестерской гончарной мастерской Питера Уэйта. В 1982 году на британском телевидении транслировался документальный фильм, посвящённый их творчеству. В том же году Трейси Эмин и Чайлдиш начали встречаться; Эмин писала стихи, которые редактировал Билл Льюис, печатал Томсон и издавал Чайлдиш. Участники группы опубликовали десятки работ. Поэтический кружок на два года прекратил свою деятельность, но уже в 1987 году все его члены объединились вновь чтобы вместе записать The Medway Poets LP. В последующие несколько лет к кружку присоединились Шейла Кларк (Sheila Clark), Вольф Говард и Джо Машин. Томсон познакомился с Чарльзом Уильямсом, который учился в местном художественном колледже и чья девушка была подругой Эмин; Томсон также познакомился с Эмоном Эвераллом. Таким образом, к 1979 году было положено начало формирования группы стакистов.

### Название и основание
К январю 1999 года, Томсон уже в течение трех месяцев безуспешно пытался придумать подходящее название для готовящегося под его руководством нового объединения художников. В поисках озарения, он решил перечитать новые сочинения Билли Чайлдиша, которые тот ему отправил спустя долгий период молчания. И озарение на него снизошло. В сочинениях были выписаны слова бывшей девушки Чайлдиша, Трейси Эмин: «Твоя живопись застряла, ты застрял! Застрял! Застрял! Застрял!» (Your paintings are stuck, you are stuck! Stuck! Stuck! Stuck!). Томсон решил сделать из приговора Эмин название для своего нового ремодернисткого движения в искусстве — Стакизма (Stuck-ism).

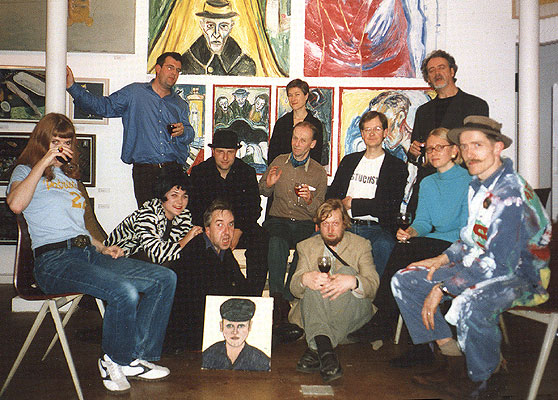
Первые 13 художников-стакистов. Real Turner Prize Show, Галерея Пьюр, Шордич, Лондон, октябрь 2000

В тот же месяц Томсон обратился к Чайлдишу с предложением о создании совместной художественной группы стакистов. Чайлдиш отреагировал положительно, но с тем условием, что Томсон будет выполнять основную часть работы для группы, поскольку сам Чайлдиш уже имел плотный график.
Помимо Томсона и Чайлдиша, членами-основателями движения стали: Филипп Абсолон, Фрэнсис Касл (Frances Castle), Шейла Кларк, Эмон Эвералл, Элла Гуру, Вольф Ховард, Билл Льюис, Санчиа Льюис, Джо Маш, Секстон Мин и Чарльз Уильямс.
В манифесте «Анти-анти-искусство» от 2000 года, написанном Томсоном и Чайлдишем, стакизм также закрепляет за собой название анти-анти-искусство в противовес уже существующему антиискусству.

## Деятельность стакистов

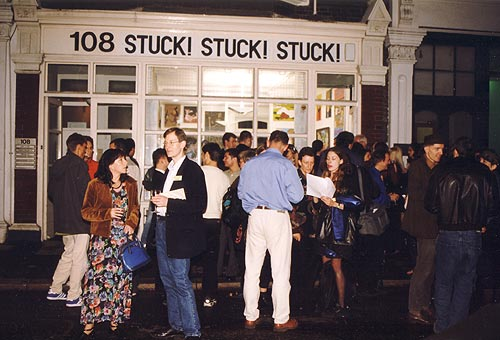
Stuck! Stuck! Stuck! ― первая выставка стакистов, 1999.

В июле 1999 года Стакисты были впервые упомянуты в средствах массовой информации в статье в The Evening Standard и вскоре получили широкую огласку, в основном благодаря интересу прессы к Трейси Эмин, которая к тому времени была номинирована на Премию Тернера.
Первое шоу Стакистов под названием «Stuck! Stuck! Stuck!» было проведено в сентябре 1999 года в галерее Шоредича 108 (ныне[когда?] несуществующей).
В 2000 году стакисты организовали «Настоящая Премия Тернера» (одновременно с выставкой «Премия Тернера» в галерее Тейт) и награду «Арт-клоун года» — кремовый торт, который лауреату предлагалось самому запустить себе в лицо. Неоднократным обладателем этой награды становились сэр Николас Серота и Чарльз Саатчи.
В 2001 году Чайлдиш вышел из группы стакистов, объяснив это тем, что у него и его творчества слишком мало общего с творчеством членов стакизма и ими самими.

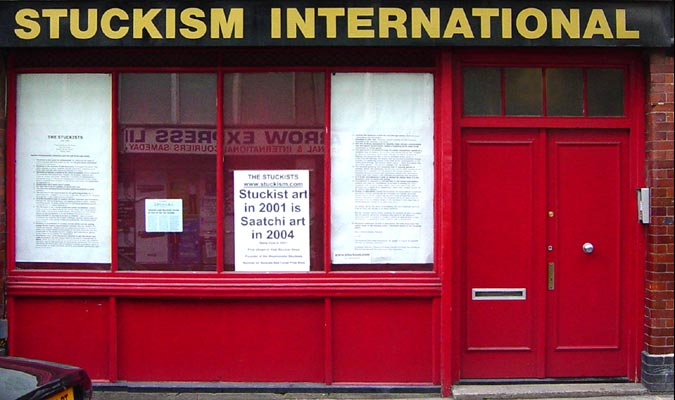
Stuckism International Gallery in 2004

В 2002 году Чарльз Томсон открыл «Международную галерею стакизма» (Stuckism International Centre and Gallery) в Shoreditch. Открытие галереи было проведено в виде погребальной церемонии: стакисты символично пронесли гроб с надписью «Смерть концептуального искусства» в соседнюю галерею «Белый Куб».

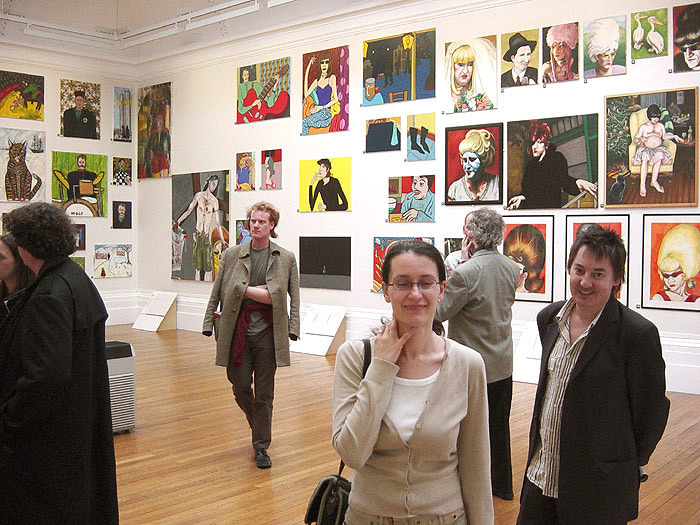
The Stuckists Punk Victorian шоу в галерее the Walker Art Gallery, Ливерпуль, 2004. На переднем плане: художники Rachel Jordan and Paul Harvey. Между ними (повернут задом): Bill Lewis. На заднем плане представлены работы (слева направо): Wolf Howard, Mandy McCartin, Charles Thomson, Ella Guru.

В галерее устраивались групповые и персональные показы картин стакистов, а также выставлялась сохранившаяся акула Херста с подписью «Мертвая акула — не искусство» в упрек Дэмьену Херсту, наиболее известному представителю «Молодых британских художников». В 2005 году галерея стакистов закрылась и помещения были переданы галерее La Viande.
Стакисты организовали много выставок, но привлекли больше внимания своими демонстрациями около Галереи Тейт и выпадами против Премии Тернера и Чарльза Саатчи. Первая крупная национальная выставка стакистов прошла «The Stuckists Punk Victorian» в 2004 году во время биеннале в Ливерпуле. На ней выставлялось более 250 картин 37 стакистов из Великобритании, США, Германии и Австралии.

## Манифесты
Первый манифест стакистов, написанный Чайлдишем и Томсоном был опубликован уже в 1999 году под названием «Стакисты» (The Stuckists). В нем формируется основная идеология стакистского движения: против концептуализма, гедонизма и культа эгоизма художника. Главным посылом этого манифеста стали следующие строки:

Прах к праху. Художник, не делающий картин — не художник. Искусство, которому нужна галерея, чтобы стать искусством — не искусство.— The Stuckists, 1999
Второй и третий манифесты: «Открытое письмо сэру Николасу Серота» и «Ремодернизм», соответственно, были направлены директору Галереи Тейт Николасу Сероте. Он ответил кратко: «Спасибо за ваше открытое письмо от 6 марта. Вы не удивитесь, узнав, что у меня нет комментариев к вашему письму или к вашему манифесту „Ремодернизм“».
В манифесте «Ремодернизм» стакисты заявили, что намерены заменить «утопающий» постмодернизм ремодернизмом, построенном на истинных ценностях модернизма и духовных, а не религиозных, ценностях в искусстве, культуре и обществе.
Необходимость таких изменений в искусстве стакисты объяснили следующим образом:

Ремодернизм отрицает и заменяет постмодернизм в связи с неспособностью последнего ответить на важные вопросы человеческого бытия или хотя бы задать их.Оригинальный текст (англ.)«Remodernism discards and replaces Post-Modernism because of its failure to answer or address any important issues of being a human being»— Remodernism, 2000
В манифесте «Анти-анти-искусство» стакисты закрепляют за своим движением название анти-анти-искусство, направив себя, соответственно, против такой концепции как антиискусство. Стакисты также заявили, что именно они становятся преемниками настоящего искусства:

Стакисты — истинные наследники духа должного в искусстве. Анти-анти-искусство — это и есть искусство.Оригинальный текст (англ.)«The Stuckists are the true inheritors of the spirit of what needs to be done.Anti-anti-art is for art»— Anti-anti-art, 2000
Существуют и другие манифесты, написанные майаскими стакистами («The miami stuckists» от 2009 года), молодых последователей стакизма («The underage stuckists» от 2006 года), а также два антецедентных манифеста: Crude art(1978) Чарльза Томсона и Group Hangman (1998) Билли Чайлдиша.

## Реакция общественности и критика
Первым шумным критическим упоминанием стакизма в мире искусства стала выходка двух перфоманс-художников Юань Цай и Цзянь Цзюнь Си в 1999 году: во время церемонии вручения Премии Тернера в галерее Тейт они прыгнули на инсталляцию Трейси Эмин «Моя кровать» (My Bed), работу, состоящую из собственной неубранной кровати художницы, и были обвинены в несанкционированном художественном вмешательстве.
Во время этого перфоманса Цай написал на своей голой спине «Антистакизм», дав ему тем самым настолько широкую огласку, что Фиахра Гиббонс в The Guardian написала (в 1999 году), что это событие «войдет в историю искусства как определяющий момент нового и ранее неслыханного Антистакистского движения». Однако об антистакистском движении после Гиббонса никто даже не говорил.
Лишь десять лет спустя в том же The Guardian Джонатан Джонс написал, что стакисты — «враги искусства», а их заявления — «дешевые лозунги и истерические разглагольствования».
Новозеландский художник Макс Подстольски (Max Podstolski) в мае 2002 года опубликовал эссе «Разум против Сердца: критика манифеста стакистов» (Head vs. Heart: a Critique of the Stuckist Manifesto). В ней художник в первую очередь настаивает на релевантности нового стакистского движения и их идеологии, обосновав это тем, что миру искусства был необходим новый манифест, столь же конфронтационный, как футуризм или дадаизм, «написанный с искренней страстью, способной вдохновить и сплотить аутсайдеров мира искусства, инакомыслящих, мятежников, забытых и недовольных». Именно таким манифестом был манифест стакистов, по мнению Подстольски.
Затем Подстольски дает подробную критику к каждому тезису в Манифесте стакистов, в основном апеллируя к гибкости современного искусства и невозможности ограничивать его рамками «Художник, не делающий картин — не художник».
В 2011 году Алекс Данчев (Alex Danchev) презентовал книгу «100 манифестов искусства: от футуристов до стакистов» (100 Artists' Manifestos: From The Futurists To The Stuckists). В свою книгу автор включил наиболее значимые манифесты в современном искусстве, уделив особое место именно манифестам стакизма.
Специалисты в области искусства отнеслись к выбору Данчева весьма скептически. Джеки Вулшлагер — критик изобразительного искусства Financial Times так охарактеризовал решение Данчева включить в антропологию модернистского искусства Манифест Стакистов:

Он убил свое произведение, выбрав Билли Чайлдиша и Чарльза Томсона, представителей реакционного стакизма — худших художников и глупейших теоретиков искусства из когда-либо существовавших.Оригинальный текст (англ.)"Нe kills his case by selecting Billy Childish and Charles Thomson of the reactionary Stuckists – some of the worst painters and silliest theorists who ever lived"— 100 Artists’ Manifestos, 2011

## Распространение стакизма

### Стакизм в мире
С момента своего основания стакизм нашел поддержку во всех уголках мира: сейчас насчитывается более 187 стакистских движений в 45 странах. Все они независимы и самостоятельны, но связаны через сеть Stuckism International.
Мельбурнские стакисты стали первой группой за пределами Великобритании.
Наиболее активная группа стакистов ежегодно пополняет официальный список стакистских групп и их работ на Stuckism International.

### Стакизм в России
В 2006 году к движению присоединилась группа стакистов из Санкт-Петербурга, а в 2008 — из Москвы.
Санкт-Петербургские стакисты позиционируют свое движение следующим образом:

Стакизм — это, в общем, панк-живопись, призванная вернуть образ в искусство, и исходящая при этом из импульса модернизма конца XIX- начала XX века, привлекающая сочетанием технической независимости творчества с решением задач и проблем в русле мирового художественного процесса— SPb stuckist's site

## Галерея

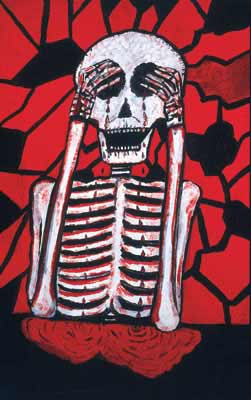
Филлип Абсолон (Philip Absolon), «Breakdown» («Расстройство»; загружено в 2008, дата создания неизвестна)
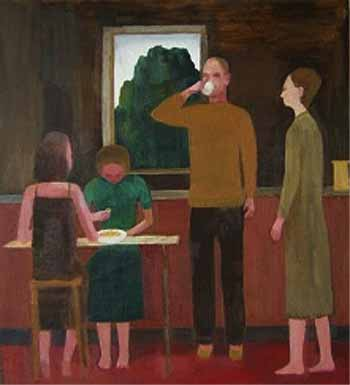
Джон Борн (John Bourne), «Epsom Kitchen» («Эпсонская кухня»; загружено в 2008)
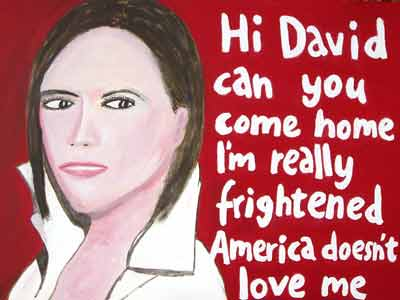
Марк Д. (Mark D.), «Victoria Beckham: America Doesn't Love Me» («Виктория Бекхэм: Америка не любит меня»; загружено в 2008)
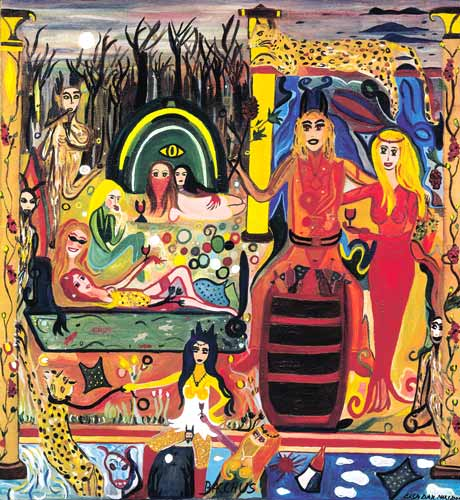
Эльза Дакс (Elsa Dax), «Bacchus » («Бахус»; загружено в 2008)
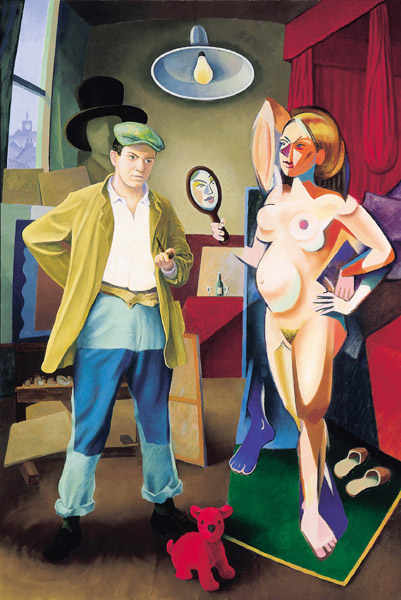
Имон Эвериал, "Свадьба" (загружено в 2008)
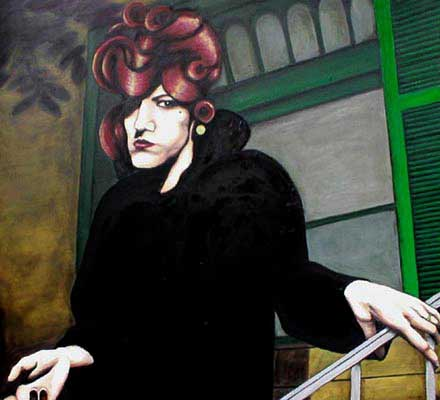
Элла Гуру, "Прощай, Колумб" (загружено в 2008)
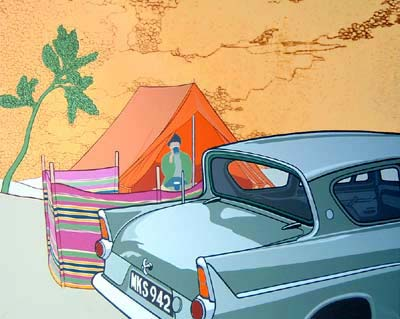
Пол Харви, "Форд Англия с шатром и деревом Джотто" (загружено в 2008)
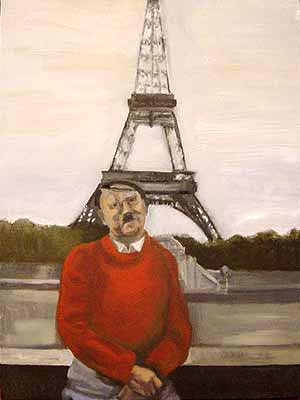
Джейн Келли, "Если бы мы могли отменить психоз 1" (загружено в2008)
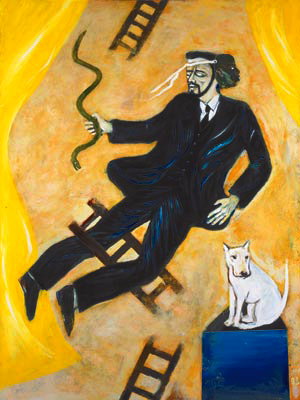
Билл Льюис, "Смех маленьких белых собак" (загружено в 2008)
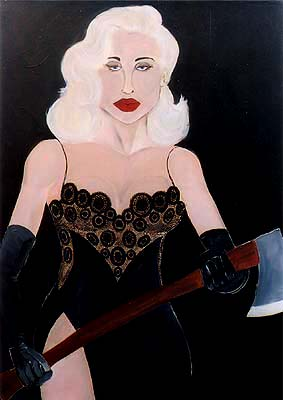
Джо Маш, "Диана Дорс с топором" (загружено в 2008)
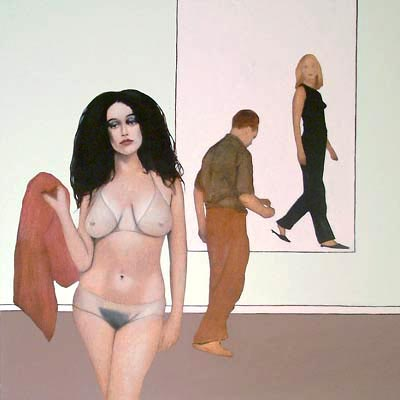
Питер Макардл, "Художник и модель" (загружено в 2008)
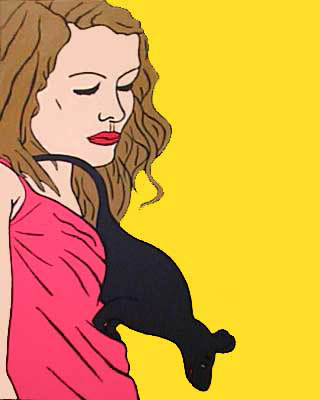
Чарльз Томсон, «Одинокая женщина в Лондоне не дальше, чем на шесть дюймов от ближайшей крысы" (загружено 2008)